# Mohammed Camara
Mohammed Camara   (Conakry, 25 de juny de 1975), conegut com a Mo Camara, és un exfutbolista guineà de la dècada de 1990.
Fou internacional amb la selecció de futbol de Guinea. Pel que fa a clubs, destacà a Le Havre AC, Wolverhampton Wanderers FC i Derby County.